# 田代親世
田代 親世（たしろ ちかよ、1966年10月30日 - ）は、フリーアナウンサー・コラムニスト・脚本家。

## 経歴・人物
静岡県島田市出身。
名古屋市立菊里高等学校、慶應義塾大学文学部国文学科卒業後、1989年にIBC岩手放送のアナウンサーとして入社（同期に加藤ゆずか、小長谷悠紀等）。『ニュースエコー』・『IBC TOP40』・『爆発ワイドラジオ新鮮組』・『ワイドステーション』などの番組を担当したのち、1994年にIBCを退職して、フリーアナウンサーに転身。TBS系『ザ・フレッシュ!』、テレビ朝日系『スーパーモーニング』・『ワイド!スクランブル』などの情報番組でレポーターを務めた。
1997年から2年間香港中文大学に語学留学したのを契機に、アナウンサー業の傍ら東アジア諸国のエンターテイメントに関する取材・執筆活動を開始する。
2005年には、韓流ブームの拡散に大いに寄与したとして韓国観光公社より感謝牌を贈られた。

## 出版
- 『韓国エンターテイメント三昧』（芳賀書店, 2000年）
- 『韓国はドラマチック』（東洋経済新報社, 2003年）
- 『韓国ドラマ&シネマベストナビ―もっとハマれる!最強おすすめガイド』（共著, 大和書房, 2005年）
- 『チェオクの剣』（キネマ旬報社, 2005年）
- 『恋する韓流』（朝日新聞出版, 2009年）
- 『台北に舞う雪』（朝日新聞出版, 2010年）
- 『韓国ドラマが教えてくれる心が強くなる40の言葉』（中経出版, 2013年）

## 映画
- 『台北に舞う雪』（原案・脚本） - 2009年中国･日本･香港･台湾合作映画、第22回東京国際映画祭コンペティション部門選出
- 『心に吹く風』（脚本協力） - 2017年ユン・ソクホ監督・脚本作品